# Goal Directed Project Management
Pour les articles homonymes, voir Gdpm.
Goal Directed Project Management (GDPM) est une méthode de gestion de projet qui a été popularisée par un livre du même nom signé par : Erling S. Andersen, Kristoffer V. Grude, Tor Haug  (ISBN 978-0749453343).
Le déroulement du projet s'appuie sur deux documents : 
- le Milestone Plan qui liste des grands jalons intermédiaires entre le début et la fin du projet,
- le Project Responsibility Chart qui décrit l'organisation des unités, les compétences, les dates limites, les premières estimations, etc.

Cette méthode porte son attention sur les jalons intermédiaires, laissant l'initiative ultérieure ouvert pour le choix des activités ou moyens nécessaires à les atteindre.
Le bureau de conseil Coopers & Lybrand en avait fait sa méthode générale de travail.